# Josep Aymerich i Subirats
Josep Aymerich i Subirachs (la Garriga, 25 de juny del 1889 - 29 d'octubre del 1971) fou un promotor cultural, director de corals i compositor, molt vinculat al seu poble natal de la Garriga.
Inicià els seus estudis musicals amb el mestre Francesc Crusells i continuà la seva formació a l'Escola Municipal de Música de Barcelona. L'any 1906 fou nomenat organista de la parròquia de Sant Esteve de la Garriga, càrrec que ostentà durant quinze anys.
Pel gener de l'any 1913, en un acte organitzat per la Creu Roja local, dirigeix per primera vegada el Cor de l'Aliança de la Garriga, essent-ne director durant tres anys.
L'any 1915 fundà un cor d'homes titulat « El Cançoner Popular» i actua en les caramelles pasquals dels anys successius i del que sorgirà l'any 1919 l'Orfeó Garriguenc, el qual va inaugurar la seva vida pública el 30 de maig del 1920 amb un concert, en el qual intervingué el tenor Emili Vendrell i motivà la presència de l'il·lustre mestre Lluís Millet, director de l'Orfeó Català.
Dirigí també l'escolania parroquial, el cor de les Filles de Maria, el cor barceloní de Cultura Musical Popular Femenina, que havia fundat Narcisa Freixas. Acabada la guerra, Aymerich es casà amb Sofia Freixas Savall (Mont-roig del Camp, Tarragona, 21 de març del 1908 – La Garriga, Barcelona, 19 de desembre del 2002), amb qui mantingué el matrimoni fins a la seva mort. També poc després de la guerra, creà la Capella Parroquial de Música i l'any 1941 el «Quadre Líric» al redós del Cinema Alhambra.
L'any 1944 reorganitzà l'Orfeó Garriguenc, cor integrat únicament per homes, obtenint els primers premis dels anys 1945, 1946 i 1947 en el Concurs de Caramelles de l'Ametlla del Vallès, i rebent també el premi extraordinari els anys 1948 i 1949.
La seva activitat principal fou la dedicació a la direcció coral, mentre que com a compositor se centrà preferentment en la música religiosa i coral, elevant-se les seves composicions a la xifra d'una seixantena.